# Sông Cánh Hòm
Sông Cánh Hòm là con sông trải dài trên diện tích phía đông của huyện Gio Linh, tỉnh Quảng Trị, Việt Nam.

## Địa lý
Sông Cánh Hòm nối liền sông Thạch Hãn ở phía nam 16°52′40″B 107°08′21″Đ / 16,87778°B 107,13917°Đ, với sông Bến Hải ở phía bắc 17°0′16″B 107°04′7″Đ / 17,00444°B 107,06861°Đ.
Sông bị ảnh hưởng dòng xâm thực của thủy triều ở 2 đầu, chịu tác động của thủy triều phân bố ở địa hình thấp, bậc thềm phù sa ven sông hoặc mực nước ngầm nông, tạo thành vùng đất nhiễm mặn và phèn mặn. Các xã dọc hành lang sông Cánh Hòm là Gio Phong, Trung Hải, Trung Giang, Gio Mỹ, Gio Hải và Gio Mai.

## Lịch sử
Đầu thế kỷ 20 người Pháp bắt dân đào sông Cánh Hòm, chảy qua hai huyện Gio Linh, Vĩnh Linh.

## Công trình thủy lợi
Sông Cánh Hòm dài 11 km, chảy qua các xã phía đông của huyện Gio Linh. Công trình thủy lợi xi phông chảy ngầm dưới đáy sông Cánh Hòm đã làm lễ động thổ xây dựng và hoàn thành vào năm 2002. Công trình này cấp nước tưới cho 80ha ruộng lúa . Từ ngày ngăn sông Cánh Hòm để lấy nước phục vụ sản xuất nông nghiệp, vùng Thủy Khê, Cẩm Phổ không còn nước mặn cho cây cói phát triển. Không có nguyên liệu nên nghề dệt chiếu của làng Lâm Xuân nay không còn tồn tại.